# Медовичка червоногуза
Медови́чка червоногуза (Myzomela eichhorni) — вид горобцеподібних птахів родини медолюбових (Meliphagidae). Ендемік Соломонових Островів.

## Підвиди
Виділяють три підвиди:
- M. e. eichhorni Rothschild & Hartert, E, 1901 — острови Нова Джорджія[en];
- M. e. ganongae Mayr, 1932 — острів Ранонґґа[en];
- M. e. atrata Hartert, E, 1908 — острови Велья-Лавелья і Бага.

## Поширення і екологія
Червоногузі медовички мешкають на островах Західної провінції Соломонових Островів. Вони живуть у вологих рівнинних і гірських тропічних лісах, в садах і на плантаціях.